# I Was the One
" I Was the One " est une chanson d'Elvis Presley, écrite par Aaron Schroeder, Bill Peppers, Claude Demetrius et Hal Blair.
Presley l'a enregistré aux studios RCA de Nashville, le 11 janvier 1956. Il est sorti en face B du single « Heartbreak Hotel » (RCA Victor 20-6420 (disque 78 tours) et RCA Victor 47-6420 (single)) en 1956, et a été produit par Steve Sholes.

## Autres versions
Le groupe suédois Streaplers a également enregistré la chanson. Il est sorti sur le LP Speed (Bohus Bglp 5010) en 1978. Le musicien country Jimmie Dale Gilmore a également enregistré une version sur son album, Spinning Around the Sun.